# Stéphan Caron
Stéphan Caron (Rouen, França 1966) és un nedador francès, ja retirat, guanyador de dues medalles olímpiques.

## Biografia
Va néixer l'1 de juliol de 1966 a la ciutat de Rouen, població situada al departament de Sena Marítim.

## Carrera esportiva
Va participar, als 18 anys, en els Jocs Olímpics d'Estiu de 1984 realitzats a Los Angeles (Estats Units), on va aconseguir finalitzar sisè en les proves dels 100 metres lliures i relleus 4x100 m. lliures, vuitè en els relleus 4x200 m. lliures i desè en els relleus 4x100 m. estils. En els Jocs Olímpics d'Estiu de 1988 celebrats a Seül (Corea del Sud) aconseguí guanyar la medalla de bronze en la prova dels 100 m. lliures i finalitzà quart en els relleus 4x100 m. lliures, a més de caure en quarts de finals dels 50 m. lliures i relleus 4x100 m. estils. En els Jocs Olímpics d'Estiu de 1992 celebrats a Barcelona (Catalunya), la seva última aparició olímpica, aconseguí revalidar la seva medalla de bronze en els 100 m. lliures i finalitzà quart en els relleus 4x100 m. lliures i cinquè en els relleus 4x100 m. estils, a més de caure en quarts de final en els 50 m. lliures.
Al llarg de la seva carrera fou 33 vegades campió de França en els 100 metres (14 vegades campió d'estiu i 19 vegades campió d'hivern), aconseguí guanyar una medalla de plata en el Campionat del Món de natació i dues medalles en el Campionat d'Europa de natació.